# (200153) 1998 QY70
(200153) 1998 QY70 es un asteroide perteneciente al cinturón de asteroides, descubierto el 24 de agosto de 1998 por el equipo del Lincoln Near-Earth Asteroid Research desde el Laboratorio Lincoln, Socorro, Nuevo México.

## Designación y nombre
Designado provisionalmente como 1998 QY70.

## Características orbitales
1998 QY70 está situado a una distancia media del Sol de 2,798 ua, pudiendo alejarse hasta 3,518 ua y acercarse hasta 2,079 ua. Su excentricidad es 0,257 y la inclinación orbital 8,316 grados. Emplea 1709,98 días en completar una órbita alrededor del Sol.

## Características físicas
La magnitud absoluta de 1998 QY70 es 15,3.